# Jan Berzin
Jan Karlovič Berzin (lotyšsky Jānis Bērziņš, rusky Ян Карлович Берзин; 13.jul./ 25. listopadu 1889greg., Jaunpils – 29. července 1938, Moskva) byl sovětský vojenský i politický činitel, v letech 1924 až1935 šéf sovětské vojenské rozvědky (GRU).

## Životopis
Narodil se jako Pēteris Ķuzis v rodině nádeníka. Roku 1905 vstoupil do Ruské sociálně demokratické dělnické strany. Byl aktivním účastníkem revoluce roku 1905.
V roce 1907 byl za vraždu policisty odsouzen k 8 rokům těžkých prací, trest mu však byl zmírněn na 2 roky. V roce 1911 byl znovu zatčen za revoluční činnost a poslán do Irkutska, odkud roku 1914 utekl.
Během první světové války působil v armádě, brzy však dezertoval. Pracoval v Petrohradských závodech. V roce 1917 aktivně působil při únorové revoluci a během bolševického povstání byl členem Petrohradského sovětu. Koncem roku 1917 vstoupil do řad Čeky.

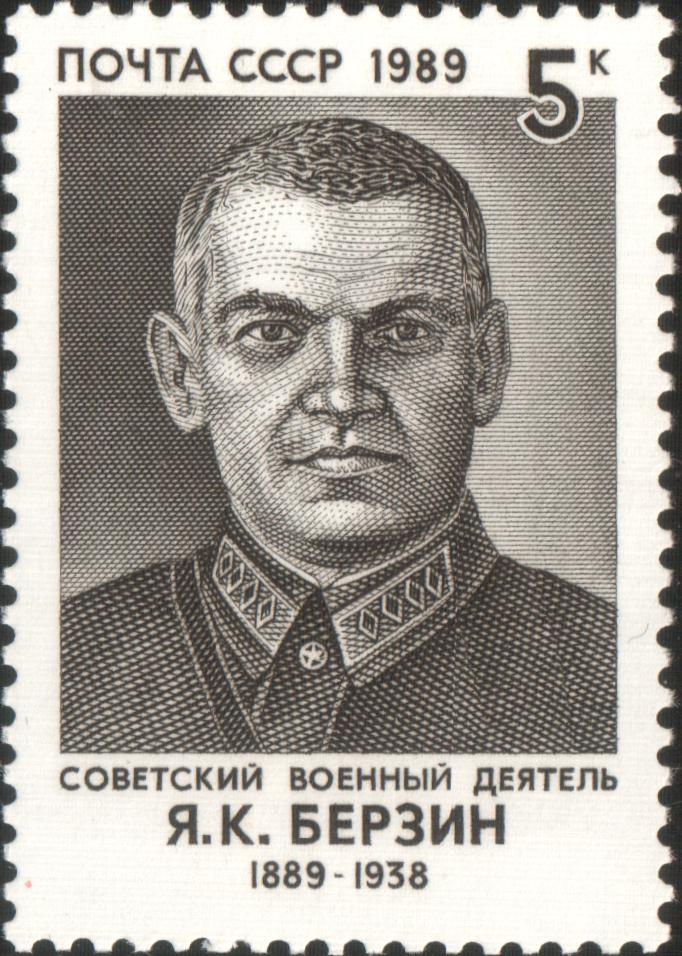
Berzinova známka z roku 1989

Roku 1921 se stal velvyslancem ve Finsku a následně zůstal v diplomatických službách jako zástupce velvyslance v Londýně a jako sovětský velvyslanec v Rakousku v letech 1925–1927. Po uchopení moci Stalinem ztratil Berzin místo na zastupitelských sborech a stal se vedoucím vládních archivů a šéfredaktorem historického časopisu Rudý archiv.
V letech 1936–1937 byl hlavním vojenským poradcem v Rudé armádě během španělské občanské války. Roku 1937 byl zatčen z důvodu údajného protisovětského spiknutí. Dne 29. července 1938 byl popraven. Rehabilitován byl v roce 1956.